# Margherita di Foix
Margherita di Foix, o Margherita di Foix e Navarra (dopo il 1453 – Clisson o Nantes, 15 maggio 1486), principessa della casa reale di Navarra, fu duchessa consorte di Bretagna dal 1471 al 1486.

## Origini familiari
Era la figlia sestogenita (terza femmina) di Gastone IV di Foix, conte di Foix e Bigorre, visconte del Béarn, di Narbonne, Nébouzan, Villemeur e Lautrec, e di Eleonora di Navarra.

## Biografia
Margherita venne data in sposa al duca Francesco II di Bretagna, vedovo dal 1469 di Margherita di Bretagna, acquisendo il titolo di duchessa di Bretagna. Il matrimonio venne celebrato il 27 giugno 1471 a Clisson.

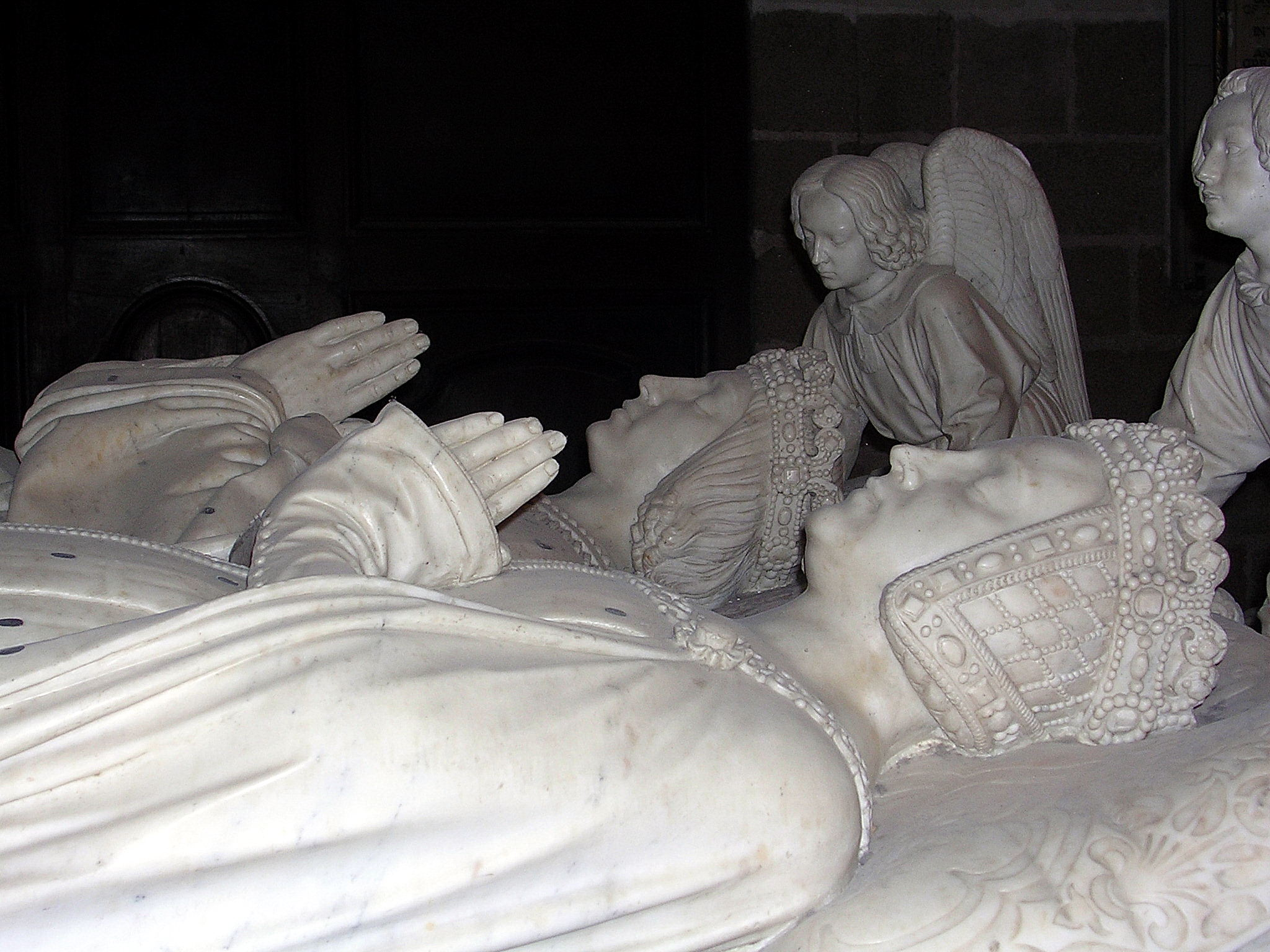
Tomba di Margherita e del marito, Francesco II di Bretagna, a Nantes nella chiesa dei carmelitani

Il marito Francesco II, duca di Étampes, dal 1438,  era figlio del duca di Étampes, Riccardo di Bretagna (1395-1438) e della contessa di Vertus, Margherita d'Orléans (1406-1466), era divenuto duca di Bretagna, nel 1458, alla morte dello zio Arturo III.
Margherita morì a Nantes o a Clisson, il 15 maggio 1486 e fu tumulata a Nantes nella chiesa dei carmelitani, dove dopo due anni fu raggiunta dal marito, Francesco II.
Ad ereditare il ducato fu la figlia, Anna, la quale divenne regina di Francia sposando due re francesi: Carlo VIII nel 1491 e Luigi XII nel 1499 e con la quale finì l'indipendenza del ducato di Bretagna.

## Figli
Margherita diede al marito due figlie:
- Isabella (1481-Rennes, 1490);
- Anna (Nantes, 25 gennaio 1477-Blois, 9 gennaio 1514).

## Ascendenza
|                       |                         |                         | Genitori                         |  |  | Nonni |  |  | Bisnonni              |  |  | Trisnonni            |  |
|                       |                         |                         |                                  |  |  |       |  |  | Arcimbaldo di Grailly |  |  | Pierre II de Grailly |  |
|                       |                         |                         |                                  |  |  |       |  |  | Arcimbaldo di Grailly |  |  | Pierre II de Grailly |  |
|                       |                         | Aramburge de Périgord   |                                  |  |  |       |  |  | Arcimbaldo di Grailly |  |  |                      |  |
| Giovanni I di Foix    |                         |                         |                                  |  |  |       |  |  | Arcimbaldo di Grailly |  |  |                      |  |
|                       |                         | Isabella di Foix        | Ruggero Bernardo II di Castelbon |  |  |       |  |  |                       |  |  |                      |  |
|                       |                         | Isabella di Foix        | Ruggero Bernardo II di Castelbon |  |  |       |  |  |                       |  |  |                      |  |
|                       |                         | Isabella di Foix        | Géraude de Navailles             |  |  |       |  |  |                       |  |  |                      |  |
| Gastone IV di Foix    |                         | Isabella di Foix        |                                  |  |  |       |  |  |                       |  |  |                      |  |
|                       |                         | Carlo I d'Albret        | Arnaud Amanieu VIII d'Albret     |  |  |       |  |  |                       |  |  |                      |  |
|                       |                         | Carlo I d'Albret        | Arnaud Amanieu VIII d'Albret     |  |  |       |  |  |                       |  |  |                      |  |
|                       |                         | Carlo I d'Albret        | Margherita di Borbone            |  |  |       |  |  |                       |  |  |                      |  |
| Giovanna d'Albret     |                         | Carlo I d'Albret        |                                  |  |  |       |  |  |                       |  |  |                      |  |
|                       |                         | Marie de Sully          | Louis I de Sully                 |  |  |       |  |  |                       |  |  |                      |  |
|                       |                         | Marie de Sully          | Louis I de Sully                 |  |  |       |  |  |                       |  |  |                      |  |
|                       |                         | Marie de Sully          | Isabelle de Craon                |  |  |       |  |  |                       |  |  |                      |  |
| Margherita di Foix    |                         | Marie de Sully          |                                  |  |  |       |  |  |                       |  |  |                      |  |
|                       | Ferdinando I di Aragona | Giovanni I di Castiglia |                                  |  |  |       |  |  |                       |  |  |                      |  |
|                       | Ferdinando I di Aragona | Giovanni I di Castiglia |                                  |  |  |       |  |  |                       |  |  |                      |  |
|                       | Ferdinando I di Aragona | Eleonora d'Aragona      |                                  |  |  |       |  |  |                       |  |  |                      |  |
| Giovanni II d'Aragona | Ferdinando I di Aragona |                         |                                  |  |  |       |  |  |                       |  |  |                      |  |
|                       |                         | Eleonora d'Alburquerque | Sancho d'Alburquerque            |  |  |       |  |  |                       |  |  |                      |  |
|                       |                         | Eleonora d'Alburquerque | Sancho d'Alburquerque            |  |  |       |  |  |                       |  |  |                      |  |
|                       |                         | Eleonora d'Alburquerque | Beatrice del Portogallo          |  |  |       |  |  |                       |  |  |                      |  |
| Eleonora di Navarra   |                         | Eleonora d'Alburquerque |                                  |  |  |       |  |  |                       |  |  |                      |  |
|                       |                         | Carlo III di Navarra    | Carlo II di Navarra              |  |  |       |  |  |                       |  |  |                      |  |
|                       |                         | Carlo III di Navarra    | Carlo II di Navarra              |  |  |       |  |  |                       |  |  |                      |  |
|                       |                         | Carlo III di Navarra    | Giovanna di Valois               |  |  |       |  |  |                       |  |  |                      |  |
| Bianca I di Navarra   |                         | Carlo III di Navarra    |                                  |  |  |       |  |  |                       |  |  |                      |  |
|                       |                         | Eleonora di Trastámara  | Enrico II di Castiglia           |  |  |       |  |  |                       |  |  |                      |  |
|                       |                         | Eleonora di Trastámara  | Enrico II di Castiglia           |  |  |       |  |  |                       |  |  |                      |  |
|                       |                         | Eleonora di Trastámara  | Giovanna Manuel de Peñafiel      |  |  |       |  |  |                       |  |  |                      |  |
|                       |                         | Eleonora di Trastámara  |                                  |  |  |       |  |  |                       |  |  |                      |  |